# 竹島 (鬱陵郡)
37°31′44″N 130°56′17″E / 37.529°N 130.938°E

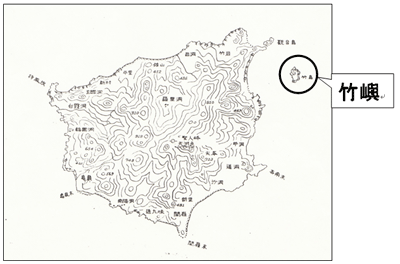
鬱陵島和竹嶼

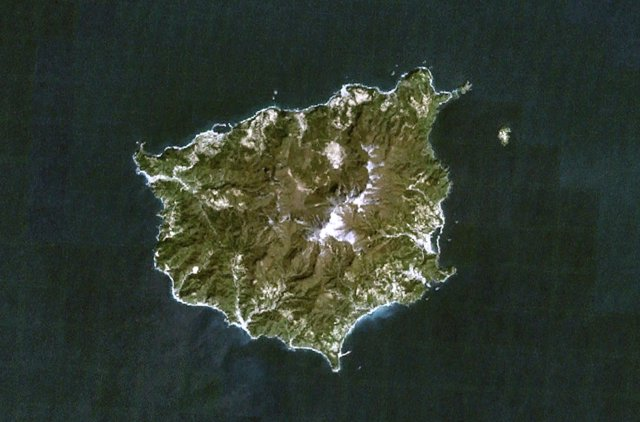
鬱陵島和竹嶼（右邊的白點）的衛星照片。

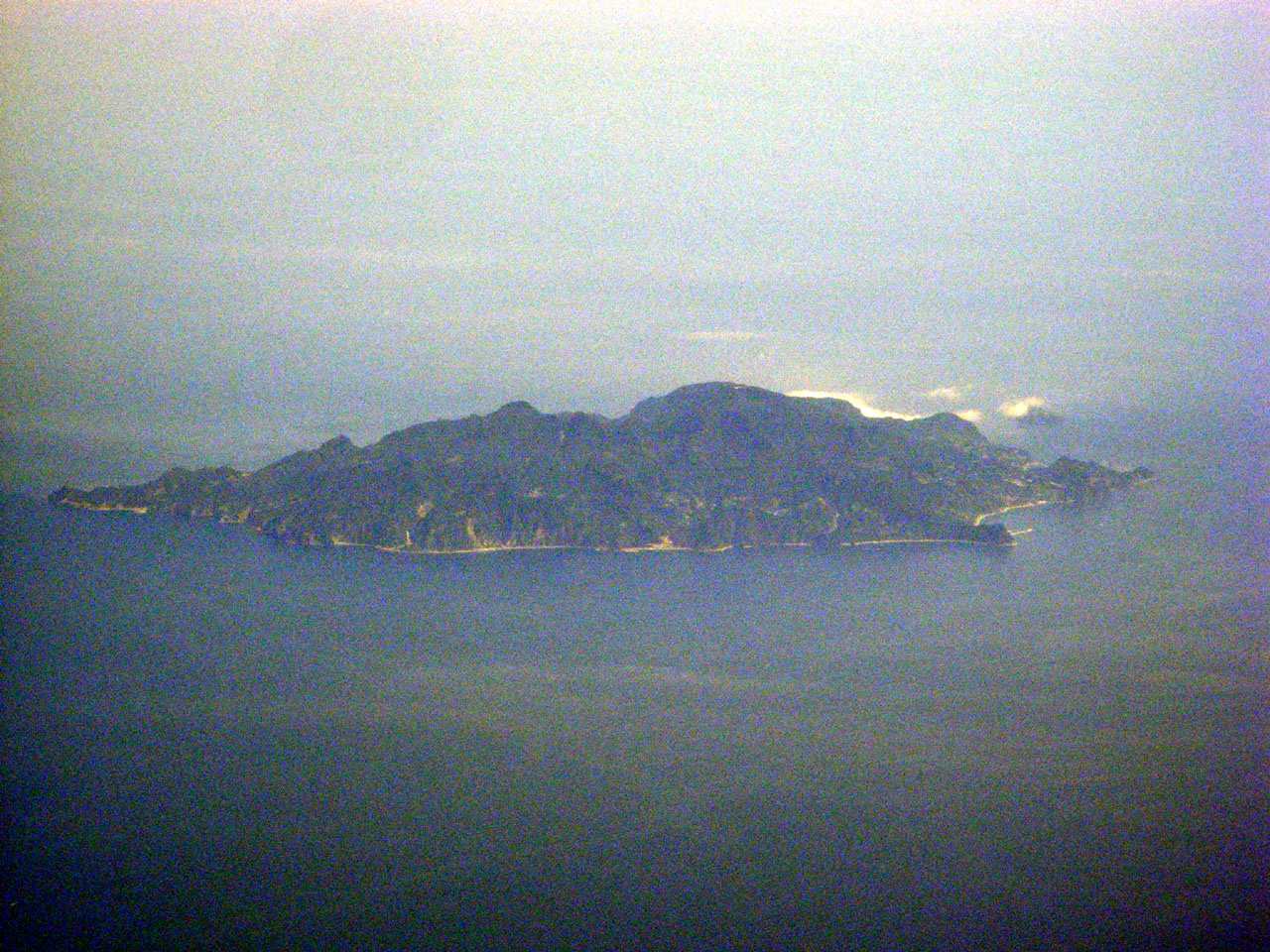
鬱陵島的航拍照片。位於鬱陵島右上方（東北）的小島為竹嶼。

竹島（韩语：／ Juk do */?），大韓民國的一個島嶼。雖然韓國稱之為「竹島」，因與有領土爭議的“獨島／竹島”同名而又稱作竹嶼（죽서），行政下屬鬱陵郡鬱陵邑苧洞里1-1號山。竹嶼地處鬱陵島東2公里，是鬱陵郡轄的除鬱陵島外最大的島。島呈細長形，南北長734米，東西寬482米。2018年，當地的常住人口僅有一戶三口之家，包括一對夫妻和他們唯一的小孩，在島上過著農耕生活。

## 鬱陵郡的地图

竹嶼
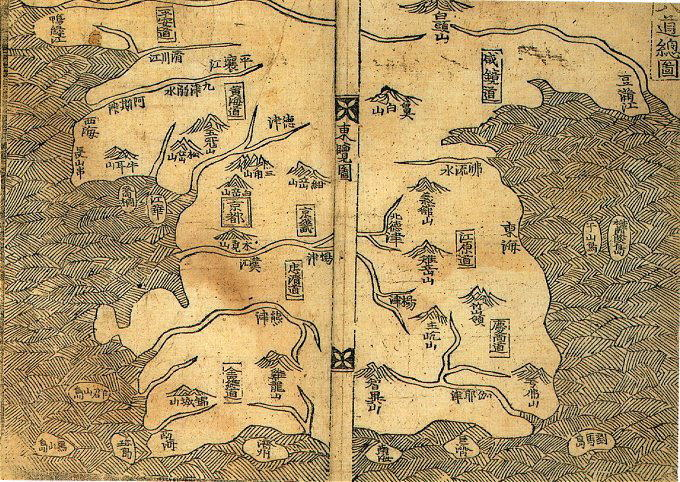
官撰《新増東国輿地勝覧》（1530）朝鮮八道總図
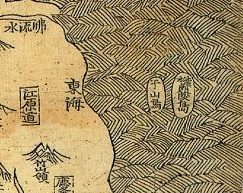
《新増東国輿地勝覧》（1530）朝鮮八道總図（部分：鬱陵島和于山島）
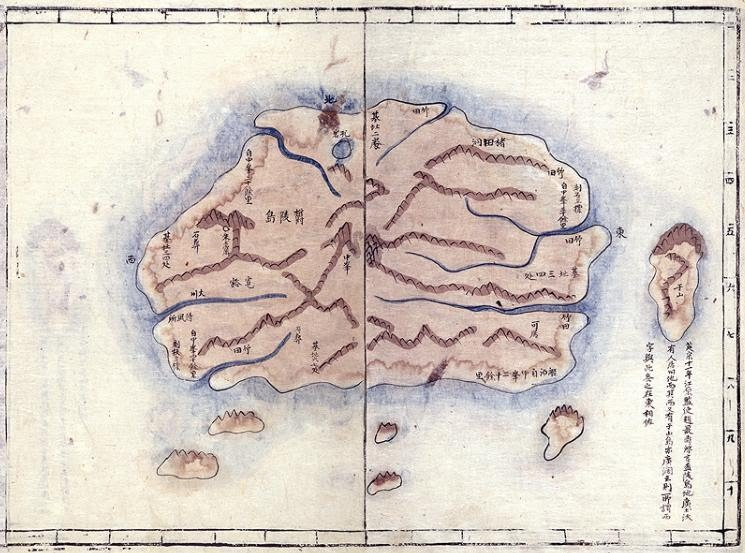
金正浩《大東輿地圖》（1861）:（部分）鬱陵島和竹嶼
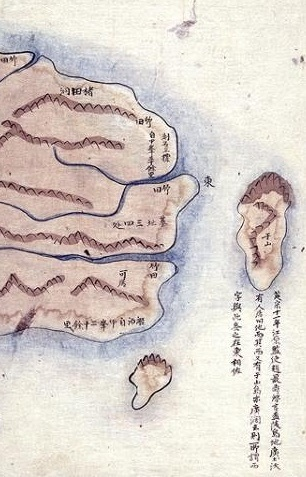
金正浩《大東輿地圖》（1861）:（部分）竹嶼和鬱陵島東岸
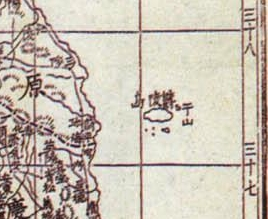
官撰《大韓地誌》（1899）大韓全図（部分）:鬱陵島和竹嶼

## 外部連結
- http://www.ulleung.go.kr/tour/ （页面存档备份，存于） - 鬱陵島觀光信息